# 7512 Monicalazzarin
A 7512 Monicalazzarin (ideiglenes jelöléssel 1983 CA1) a Naprendszer kisbolygóövében található aszteroida. Edward L. G. Bowell fedezte fel 1983. február 15-én.